# Јеремијас Бенјамин Рихтер
Јеремијас Бенјамин Рихтер (Хиршберг, 10. март 1762 — Берлин, 14. април 1807) је био познати немачки хемичар. Радио је као државни чиновник, од 1794. као званичник у руднику у Бреслау (данашњи Вроцлав у Пољској), да би 1800. био постављен на функцију у министарству рударства и као хемичар радио у краљевској фабрици порцелана у Берлину, где је живео до смрти. Ипак, најпознатији је остао по свом пионирском раду на титрацији и установљењу стехиометријских законитости.

## Биографија
Рођен је у Хиршбергу, тадашњој Пруској, данашњој Пољској.

## Рад на титрацији
Рихтеров пионирски рад на титрацији огледа се у првим икада изведеним квантитативним анализама базираним на кисело-базној титрацији. Приликом овог рада, Рихтер је дошао и на идеју да су количине различитих база које |неутралишу једнаку количину неке киселине заправо еквивалентне. Касније ће ово правило бити проширено до закона спојних маса (Рихтерово правило). Чак шта више, Рихтер је сматрао да се у тој области хемије лако може имплементирати математика, у смислу да количине база за неутралисање дате киселине формирају аритметички, а количине киселина за неутралисање дате базе дају геометријски низ.

## Стехиометрија
Рихтер је још 1792. предложио једну верзију закона сталних односа маса. Рихтер је међутим, своју теорију везивао блиско за постојање атома, што је још увек било недоказано. Уз то је понудио и неколико експерименталних доказа за овај закон, међу којима нпр. и чињеница да је потребно 615 делова масе магнезијум-оксида за неутралисање 1000 делова сумпорне киселине. Када је Жозеф Пруст коначно доказао стални однос маса у свим једињењима, па самим тим и закон сталних односа маса, Рихтер је сматрао да је постојање атома као основне функционалне јединице датих реакција нужност. Иако овај закон није пружао доказе за постојање атома, чињеница је да је закон и тада било немогуће доследно објаснити не претпостављајући постојање истог.
У периоду између 1972. и 1974. објавио је тротомно издање књиге која се бавила његовим радом на закону сталних односа маса, у којем је први пут употребио и термин стехиометрија у значењу уметности хемијских мера, која мора да се бави законима према којима се супстанце једине да би створиле хемијска једињења. Нажалост, његова фасцинираност математиком у хемији, као и стил писања који су многи сматрали неспретним и нејасним значило је да ће ова открића у великој мери бити игнорисана од стране његових савременика.